# Merkuralia
Merkuralia (Mercuralia, Święto Merkurego) – rzymskie święto ku czci boga Merkurego (łac. Mercurius) obchodzone 15 maja (w idy majowe).
Dzień ten uważano za datę narodzin Merkurego – patrona kupców i złodziei. Tego dnia kupcy skrapiali sobie głowy oraz swe towary wodą ze świętego źródła Merkurego (Aqua Mercurii) położonego w pobliżu Bramy Kapuańskiej (Porta Capena), dla zapewnienia pomyślności sobie i swym interesom.